# 亚历山德罗·迪亚曼蒂
亚历山德罗·迪亚曼蒂（義大利語：Alessandro Diamanti，1983年5月2日—）出生於義大利普拉托，是一名足球運動員，司職前鋒，現時效力澳職球會西部聯。

## 生平

### 球會
這名意大利球員之前主要是在意乙球會效力，從出道起差不多大部分時間都在意乙打滾。比較值得一提的是曾在費倫天拿效力，當時該隊正處破產降級之狀態。至2007年加盟利禾奴以後，他才有機會亮相意甲。但一季後利禾奴降級，他實際只打了一季意甲。

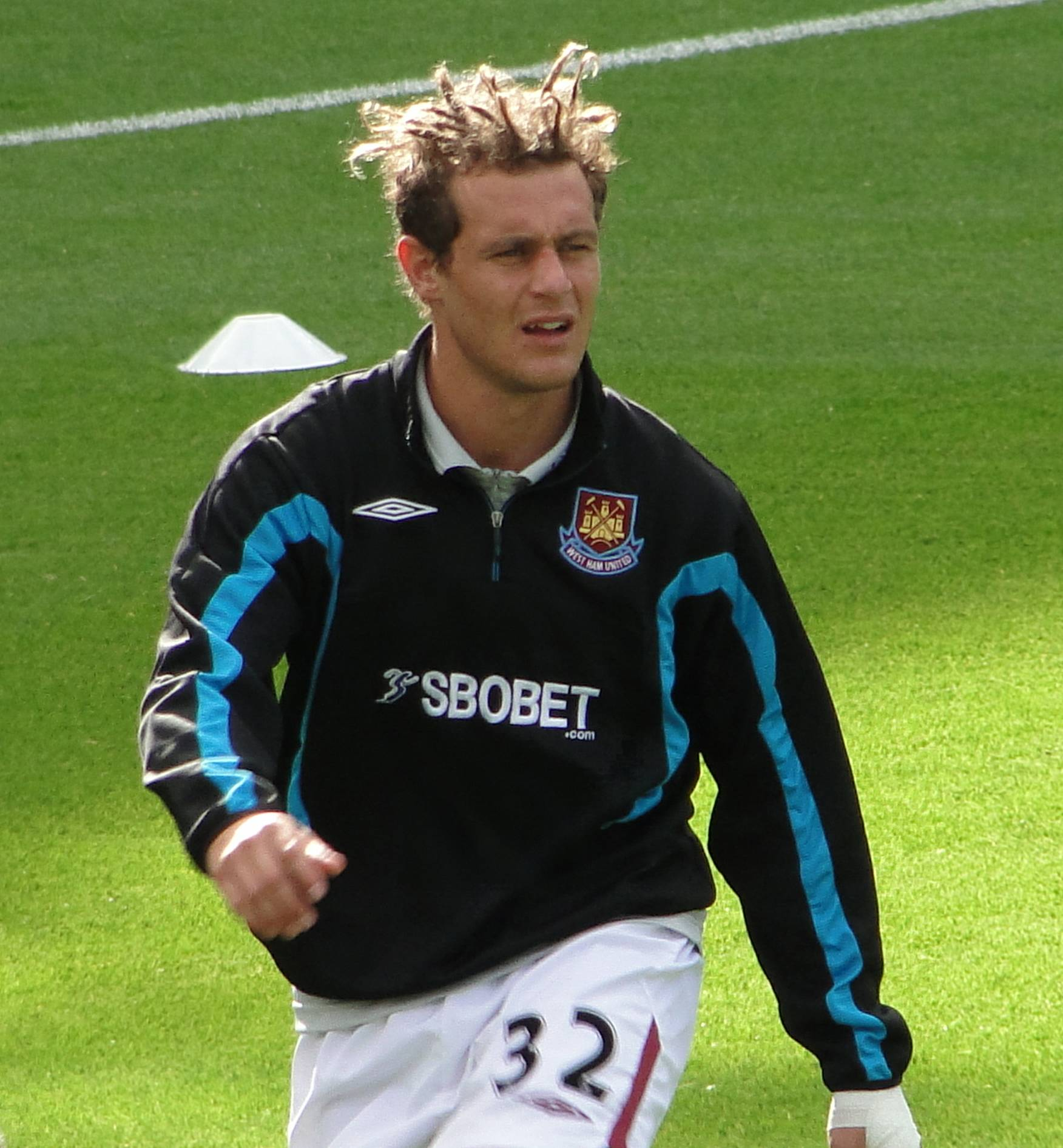
2009年迪亚曼蒂在西汉姆

2009年8月被英超球會韋斯咸招攬，轉會費沒有披露，報道估計為約550萬英鎊。首季在蘇拿麾下上陣29場及射入8球，球隊在季中因財困而更換東主，雖然韋斯咸成功保級，蘇拿在季後被辭退。迪亞文迪於新球季在新領隊艾林·格蘭帶領下首兩場賽事僅獲派上陣17分鐘，在2010年8月14日轉投意甲升班馬布雷西亞，轉會費初步為220萬歐元，如季後成功保級，再加30萬歐元。2011年7月，他转会意甲博洛尼亚队，作为队长带领球队征战意甲至其离开。
2014年2月7日，中国足球超级联赛球队广州恒大宣布迪亚曼蒂加盟球队，转会费共690万欧元，合同期三年，他将身披23号战袍。2月26日，他在2014年亚足联冠军联赛小组赛第一轮广州恒大主场对阵墨尔本胜利的比赛首发出场，首次代表广州恒大在正式比赛亮相。他在球队上半场0比2落后的情况下，下半场射进两球，帮助广州恒大4比2逆转对手，他本人也获得最佳球员的称号。

### 國家隊

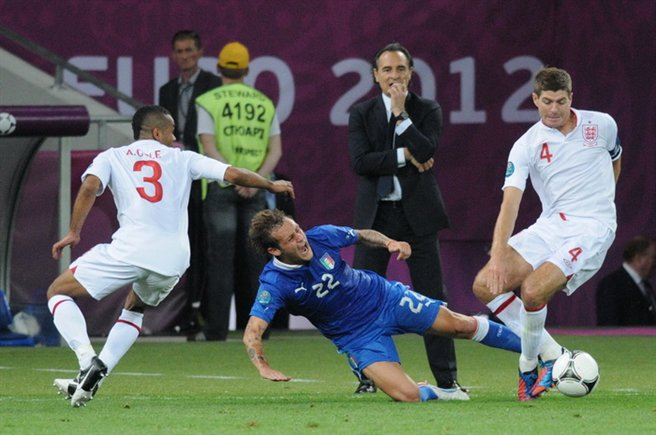
中间穿蓝衣的迪亚曼蒂在2012年欧洲国家杯的四分之一决赛中，左边为阿什利·科尔，右边为杰拉德

2010年11月14日迪亞文迪獲義大利領隊柏蘭迪利徵召備戰11月17日對羅馬尼亞的友誼賽，他在這場國際賽處子戰上陣半場。
2012年，迪亚曼蒂入选国家队征战歐洲國家盃的大名单。6月24日，在四分之一决赛对阵英格兰时迪亚曼蒂在下半场替换卡萨诺出场，在点球大战打进了致胜的点球令意大利点球以4-2取胜。
2013年联合会杯，迪亚曼蒂同样被带到了巴西，并且在两场比赛中首发出场。截至2014年1月，迪亚曼蒂一共为意大利国家队参加了17场比赛，打进过一粒进球。

## 家庭
他的妻子謝嘉宜（Silvia Hsieh）是來自台灣的移民。兩人在2008年結婚，她曾擔任義大利國家電台Top of the Pops節目主持人。

## 外部連結
- 足球数据库：亚历山德罗·迪亚曼蒂的球员统计数据
- 韋斯咸官網簡歷